# بانکو پوپولار اسپانیول
بانکو پوپولار اسپانیول (به اسپانیایی: Banco Popular Español) گروه خدمات مالی و بانکداری اسپانیایی است، که به‌عنوان چهارمین بانک بزرگ در کشور اسپانیا شناخته می‌شود. شعبه مرکزی آن در شهر مادرید قرار دارد.
این بانک در بخش بین‌المللی فعالیت گسترده‌ای دارد و دارای شعبه عملیاتی در کشورهای بلژیک، شیلی، آلمان، هنگ کنگ، مراکش، هلند، سوئیس، بریتانیا، ایالات متحده آمریکا، فرانسه، ایتالیا و ونزوئلا می‌باشد. بخشی از سهام بانکو پوپولار اسپانیول در بازار بورس مادرید دادوستد می‌شود.